# Salón de la Fama de las mujeres de Nueva Jersey

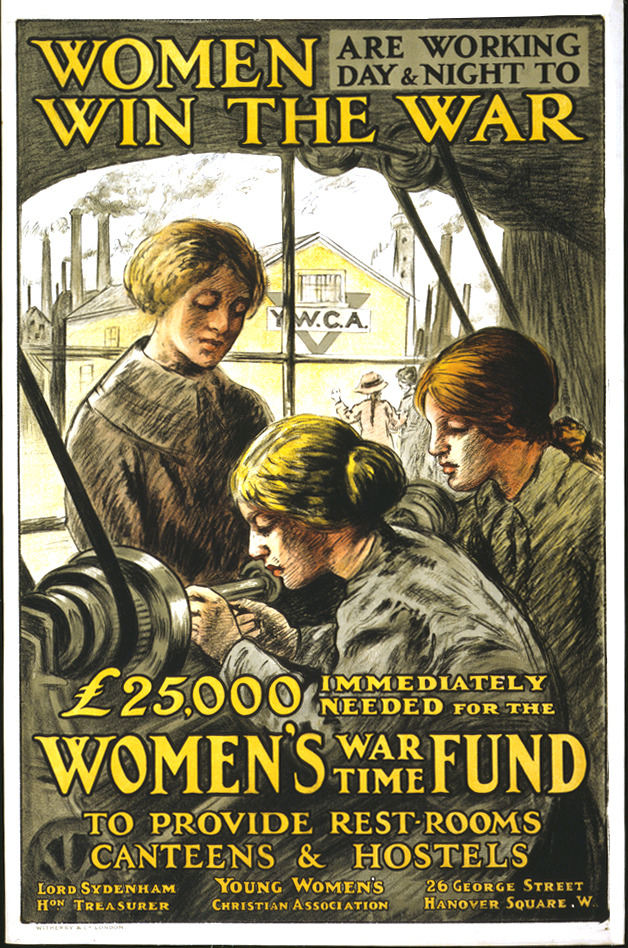
Mujeres de YWCA durante la Primera Guerra Mundial.

El Salón de la Fama de las mujeres de Nueva Jersey fue establecido en el año 2011, por la YWCA de Trenton, en Trenton ciudad ubicada en el condado de Mercer en el estado estadounidense de Nueva Jersey.
Las inclusiones de las mujeres galardonadas en el salón de la fama se producen en la Gala de Inducción Anual, que se celebra en la primavera. Cada integrante recibe el Premio Gerber Daisy, creado en 2011 por la fábrica de cerámica, Boehm Porcelain, de Trenton, para el Salón de la fama. La primera sesión inaugural fue realizada el 31 de marzo de 2011.

## Historia
La YWCA de Trenton, (en inglés: Young Women's Christian Association; en español: Asociación Cristiana de Mujeres Jóvenes) -patrocinadora de la sala- fue fundada en 1904 para empoderar a las mujeres, eliminar el racismo y promover la paz, la justicia, la libertad y la dignidad para todos.

## Galardonadas
| Nombre                   | Imagen | Nacimiento–Muerte | Año  | Área de éxitos | Ref(s) |
| ------------------------ | ------ | ----------------- | ---- | --- | ------ |
| Kim Guadagno             |        | (b. 1959)         | 2011 | Vicegobernadora del Estado de Nueva Jersey | [ 2 ]  |
| Mary Jo Abbondanza       |        |                   | 2011 | Directora Ejecutiva de Promociones de Salud en St. Francis Medical Center | [ 3 ]  |
| Edith Savage-Jennings    |        |                   | 2011 | Derechos civiles y de la mujer | [ 4 ]  |
| Meta Griffith            |        | (d. 2010)         | 2011 | Negocios, activista comunitaria | [ 5 ]  |
| Brenda Ross-Dulan        |        |                   | 2011 | Wells Fargo | [ 6 ]  |
| Christina Seix           |        | (b. 1950)         | 2011 | Consejera de inversiones, fundadora de la escuela preparatoria Christina Seix Academy para niños desatendidos                                                                    | [ 7 ]  |
| Elise Tretola            |        |                   | 2011 | Fundadora de una organización sin fines de lucro para atender las necesidades de las personas con discapacidad                                                                   | [ 8 ]  |
| Lynne Azarchi            |        | (b. 1963)         | 2012 | Creadora del Kidsbridge Tolerance Museum | [ 9 ]  |
| Mary Higgins Clark       |        | (b. 1927)         | 2012 | Novelista | [ 10 ] |
| Carmen M. Garcia         |        |                   | 2012 | Expresidenta del tribunal municipal de Trenton; miembro de la Junta de Patrulla del Estado de Nueva Jersey                                                                       | [ 11 ] |
| Lillian Harrington       |        |                   | 2012 | La hermana Harrington es miembro de los Maestros Religiosos Filippini y presidenta de la Academia Villa Victoria                                                                 | [ 12 ] |
| Anne LaBate              |        |                   | 2012 | Voluntariado comunitario; presidenta de Segal LaBate Commercial Real Estate | [ 13 ] |
| Alice Paul               |        | (1885–1977)       | 2012 | Sufragista de derecha de las mujeres y autora de la enmienda de igualdad de derechos                                                                                             | [ 14 ] |
| C. Vivian Stringer       |        | (b. 1948)         | 2012 | Entrenadora del equipo de baloncesto femenino del Rutgers | [ 15 ] |
| Lisa P. Jackson          |        | (b. 1962)         | 2013 | Administradora de la EPAde los Estados Unidos | [ 16 ] |
| Amy B. Mansue            |        |                   | 2013 | Presidenta y CEO de Children's Specialized Hospital | [ 17 ] |
| Becky Halstead           |        | (b. 1959)         | 2013 | General de brigada jubilada del ejército de los Estados Unidos; primera mujer graduada de la Academia Militar de los Estados Unidos para ascender al rango de oficial general    | [ 18 ] |
| Eleanor V. Horne         |        |                   | 2013 | Segunda Vicepresidenta de la Junta Directiva de NNSTOY (Maestros Estatales Nacionales del Año); activista comunitarioa y vicepresidenta retirada del Educational Testing Service | [ 19 ] |
| June Ballinger           |        |                   | 2013 | Directora Artística Ejecutiva del Passage Theater Company | [ 20 ] |
| Gloria Bonilla-Santiago  |        | (b. 1954)         | 2013 | Consejo de Gobernadores Distinguido Servicio Profesor Rutgers University | [ 21 ] |
| Mary G. Roebling         |        | (1905–1994)       | 2013 | Presidenta del National State Bank; primera mujer jefe de un banco nacional | [ 22 ] |
| Beverly Richardson       |        |                   | 2014 | Vicepresidenta de Burlington County College | [ 23 ] |
| Ivonne Diaz-Claisse      |        |                   | 2014 | Presidenta de HISPA (Hispanics Inspiring Students' Performance and Achievement)                                                                                                  | [ 24 ] |
| Mildred B. Gershen       |        |                   | 2014 | Presidenta y CEO de Moderate Income Management Company | [ 25 ] |
| Hazel Gluck              |        | (b. 1934)         | 2014 | Socia de MBI GluckShaw | [ 26 ] |
| Kim C. Hanemann          |        |                   | 2014 | Vicepresidenta de Delivery Projects & Construction, PSE&G | [ 27 ] |
| Nina D. Melker           |        |                   | 2014 | Vicepresidenta de Hopewell Valley Community Bank | [ 28 ] |
| Etta Rudolf Denk         |        |                   | 2015 | Vicepresidenta senior del Bank of America New Jersey | [ 29 ] |
| Jennifer A. Downing      |        |                   | 2015 | Fiscal Jefe Auxiliar Oficina del Fiscal del Condado de Mercer | [ 30 ] |
| Caren S. Franzini        |        |                   | 2015 | Asesora financiera / económica, exdirectora Ejecutiva de la Autoridad de Desarrollo Económico de Nueva Jersey                                                                    | [ 31 ] |
| Patricia A. Hartpence    |        |                   | 2015 | Vicepresidenta asistente de donaciones corporativas NJM Insurance Group | [ 32 ] |
| Virginia Long            |        | (b. 1942)         | 2015 | Asesora legal, jueza jubilada de la Corte Suprema de Nueva Jersey | [ 33 ] |
| Sheila Gallagher-Montone |        |                   | 2015 | Editora jubilada de Times of Trenton | [ 34 ] |